# Skonto Arena
La Skonto Arena (o anche Skonto Hall; in lettone Skonto halle) è un impianto polifunzionale coperto di Riga, capitale della Lettonia.
Nel 2003 ha ospitato l'Eurovision Song Contest 2003 dopo la vittoria della lettone Marie N nell'edizione 2002 e nel 2006, dopo un apposito restauro, ha ospitato il campionato mondiale di hockey su ghiaccio maschile 2006.